# Temblores 2: La respuesta
Temblores 2 es una película estadounidense de 1996 dirigida por S.S. Wilson, secuela de la película Tremors, de 1990.

## Argumento
Años después de los sucesos de la primera película, Val McKee se ha mudado y se ha casado con Rhonda LeBeck, mientras que Earl Basset ha dilapidado su fortuna en un rancho de avestruces en decadencia. Carlos Ortega se acerca a él y le informa de que los Graboides están matando a sus trabajadores en su yacimiento petrolífero de Chiapas, México, y le contrata para darles caza. Earl se niega en un principio, pero el taxista de Ortega, Grady Hoover, convence a Earl para que cambie de opinión tras mencionarle que Ortega pagará 50,000 dólares por cada Graboide muerto; ambos se unen a la caza. Al llegar, Earl se entera de que la empresa le pagará el doble si atrapa viva a una de las criaturas. También conoce a la geóloga Kate Reilly, a su ayudante Julio y a un mecánico llamado Pedro, que están investigando científicamente a los Graboides.
Earl y Grady comienzan a matar sistemáticamente a los Graboides utilizando coches teledirigidos equipados con explosivos. Aunque su estrategia parece funcionar, el gran número de Graboides les abruma y Earl solicita la ayuda de Burt Gummer, que llega con un camión "dos y medio" cargado de armas de fuego y explosivos. Al día siguiente, Earl y Grady son sorprendidos por uno de los Graboides, lo que les hace dar marcha atrás presas del pánico y estrellar el camión contra una zanja inclinada. Al volver al lugar donde vieron al Graboide, Earl y Grady descubren que la criatura parece enferma y no agresiva, con todos sus tentáculos misteriosamente muertos. Al darse cuenta de que tienen a una de las criaturas viva (a la que Ortega ofrecía 100,000 dólares si se conseguía), llaman a Pedro para que venga a recogerlos junto con el Graboide. Sin embargo, más tarde el Graboide empieza a emitir sonidos horribles y dolorosos y pronto lo encuentran muerto con un enorme agujero abierto en su cuerpo. Ven el camión de Pedro acercarse desde la distancia, pero de repente se detiene, lo que lleva a Grady y Earl a investigar y descubrir el motor destruido del camión, así como los restos de Pedro. Se dirigen a un edificio de radiodifusión cercano que también ha sido destruido, donde se encuentran con extrañas criaturas bípedas parecidas a graboides. Earl consigue matar a una de ellas, pero los dos huyen en un coche que han encontrado cuando llegan más criaturas. Mientras tanto, el camión de Burt es emboscado por una manada de estas nuevas criaturas cuando regresaba a la base.
A la mañana siguiente, las criaturas se han dirigido a la refinería de petróleo, donde Julio es violentamente asesinado por una de ellas. Grady y Earl llegan antes de que pueda atacar a Kate, y Burt llega poco después tras un tiroteo casi mortal que le ha dejado sin munición. A través de la experimentación, el grupo descubre que estas criaturas (ahora apodadas "Shriekers") son hermafroditas que pueden replicarse a un ritmo increíble después de comer suficiente comida. También descubren que, a diferencia de sus predecesores, estas criaturas no oyen, sino que ven el calor a través de unos receptores infrarrojos especiales que tienen en la cabeza. Sin embargo, son atacados por los Shriekers, que han descubierto el suministro de comida MRE de Burt y han duplicado rápidamente su número en cuestión de minutos. Corren hacia el coche de Julio, pero Burt lo desactiva accidentalmente al matar a un Shrieker.
Escondiéndose de los Shriekers, Burt queda atrapado en el cubo de una excavadora mientras Grady, Kate y Earl están en lo alto de una torre petrolífera. Los Shriekers trabajan juntos en un intento de escalar la torre antes de que Burt los atrape en el cobertizo de almacenamiento con el camión. Sin embargo, descubren que dentro también hay harina de arroz, lo que permite a los Shriekers seguir comiendo y multiplicándose en el interior. Earl se empapa de dióxido de carbono de un extintor para ocultar su calor corporal e intenta encontrar los explosivos de Burt entre los Shriekers, que se han multiplicado en docenas de criaturas. Aunque el plan funciona al principio, el dióxido de carbono desaparece rápidamente y los Shriekers detectan su calor corporal, lo que obliga a Earl a lanzar el detonador entre las provisiones de Burt antes de escapar. El grupo consigue escapar antes de que una enorme explosión devaste todas las instalaciones y destruya a todos los Shriekers. Tras la explosión, Earl y Kate deciden iniciar una relación sentimental, mientras que Grady sugiere abrir un parque temático de monstruos debido al dinero que Ortega les debe.

## Reparto
| Actor              | Personaje            |
| ------------------ | -------------------- |
| Fred Ward          | Earl Bassett         |
| Christopher Gartin | Grady Hoover         |
| Helen Shaver       | Kate "White" Reilly  |
| Michael Gross      | Burt Gummer          |
| Marcelo Tubert     | Señor Ortega         |
| Marco Hernández    | Julio                |
| José Rosario       | Chief Engineer Pedro |
| Thomas Rosales     | Oil Worker           |